# Apanteles suffectus
Apanteles suffectus är en stekelart som beskrevs av Vladimir Ivanovich Tobias och Kotenko 1986. Apanteles suffectus ingår i släktet Apanteles och familjen bracksteklar. Inga underarter finns listade i Catalogue of Life.